# Claude de Bourbon Busset
Pour les autres membres de la famille, voir Maison de Bourbon Busset.
Claude Ier de Bourbon, baron puis comte de Busset, baron de Puyagut et de Châlus (18 octobre 1531, château de Busset - 1588), est un noble français.

## Biographie
Fils de Philippe de Bourbon Busset (fils de Pierre de Bourbon Busset) et de Louise Borgia, dame de Châlus et par conséquent, petit-fils de Cesar Borgia. Il sert avec distinction sous Henri II de France. 
Il contribue à la défense des frontières de la Picardie en 1557 et est capitaine de cinquante hommes en 1559.
Gentilhomme ordinaire de la chambre du roi et chevalier de l'ordre du roi, il est nommé gouverneur du Limousin en 1577 par le roi Henri III de France.
Il est fait comte de Busset.
Il épouse en 1564 Marguerite de La Rochefoucauld, fille d'Antoine de La Rochefoucauld de Barbezieux (1471-1537), et d'Antoinette d'Amboise, et sœur de Charles de La Rochefoucauld. Il est le grand-père de Louis de Bourbon Busset (1648-1677), lieutenant général de l'Artillerie de France.

## Sources
- Jean Baptiste Pierre Jullien de Courcelles, Dictionnaire historique et biographique des généraux français, depuis le onzième siècle jusqu'en 1820, vol. 9, 1823.
- Joseph Michaud, Louis Gabriel Michaud, Biographie universelle, ancienne et moderne, 1854.
- Notices d'autorité :   - VIAF